# Sirignano
Sirignano – miejscowość i gmina we Włoszech, w regionie Kampania, w prowincji Avellino.
Według danych na 1 stycznia 2022 roku gminę zamieszkiwało 2818 osób (1378 mężczyzn i 1440 kobiet).